# 平尾喜三郎
平尾 喜三郎（ひらお きさぶろう、1873年〈明治6年〉11月17日 - 1951年〈昭和26年〉3月10日）は、日本の実業家、政治家。沖縄の寄留商人で貴族院多額納税者議員を務めた。勲等は勲四等。

## 経歴
奈良県添上郡手貝町（現奈良市手貝町）で、平尾喜八の長男として生まれる。1883年（明治16年）、一家で沖縄に渡った。
反物行商などに従事し、雑貨商となり平尾商店を設立した。その後、奄美大島に支店を設け琉球反物を取扱い、さらにアサヒビール、味の素の沖縄代理店となる。1915年（大正4年）三共組帽子商会を設立しアダン葉帽子の製造・販売を行う。その他、南陽酒造社長、沖縄県酒造組合長、同顧問、同連合会長などを務め、1935年（昭和10年）10月、那覇商工会議所が設立され初代会頭に就任した。
政界では、那覇区会議員を務め、1918年（大正7年）沖縄県最初の貴族院多額納税者議員選挙で当選して、同年9月29日、同議員に就任し、1925年（大正14年）9月28日まで在任。1932年（昭和7年）多額納税者議員に再選され、同年9月29日、同議員に就任し、1939年（昭和14年）9月28日まで通算2期在任した。この間、研究会に所属し、漢那憲和、伊礼肇、仲井間宗一、崎山嗣朝らと協力して、沖縄県振興計画の策定などに尽力した。
1945年（昭和20年）2月、太平洋戦争末期に平尾商店を長男喜一に任せて、郷里の奈良県に引き揚げた。

## 親族
- 長男 平尾喜一 - 実業家・貴族院多額納税者議員